# Caladroer

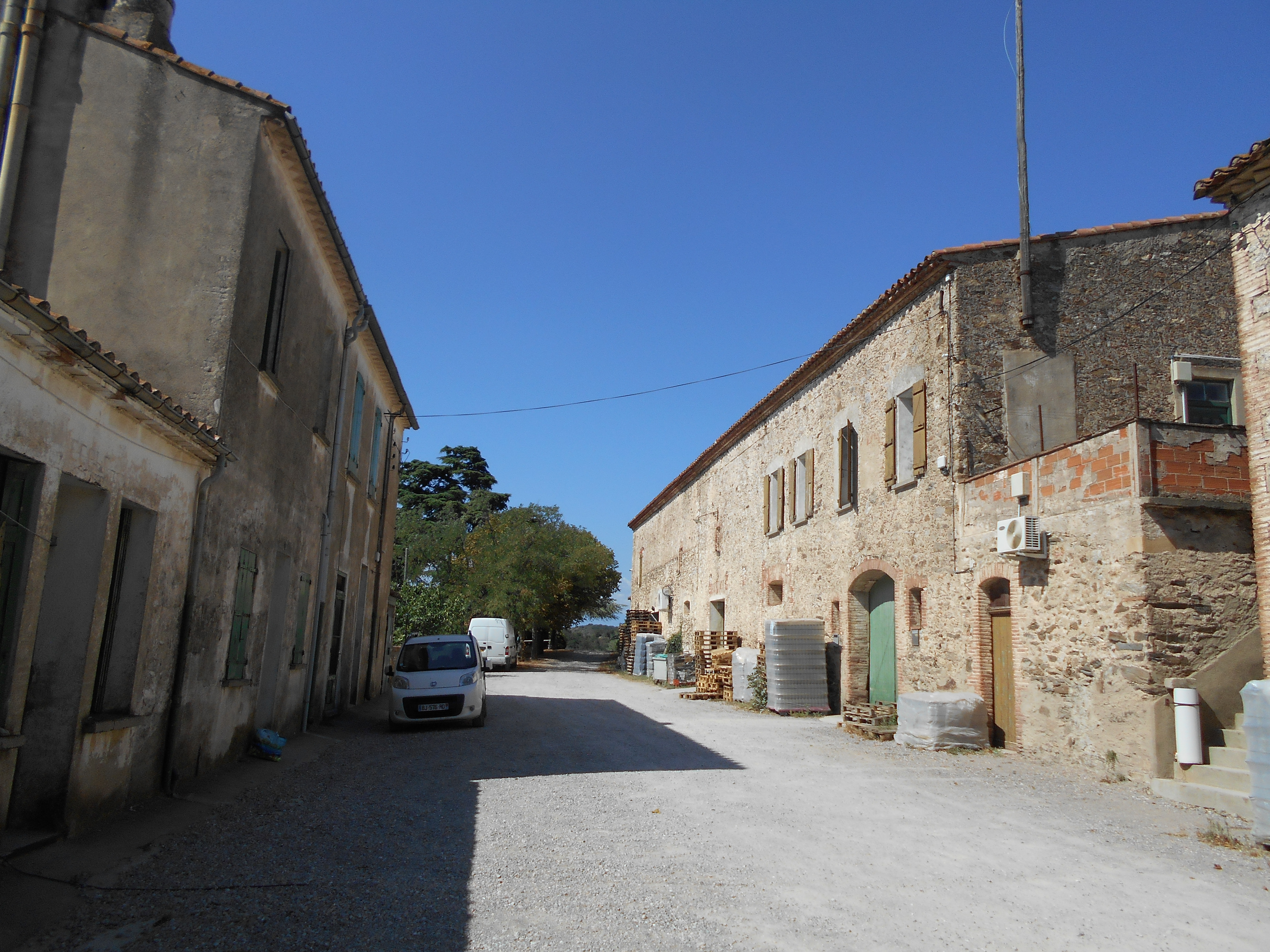
Carrer únic de Caladroer

Caladroer ([kɘlɘðɾu'e], en francès Caladroy), o Caladret (possible recatalanització de la forma francesa antiga ([kalaðɾu'e] seguint el paral·lelisme francès-català/occità -oit/-et), és un poble i antic terme de l'actual terme comunal rossellonès de Bellestar, a la comarca de la Fenolleda, però històricament lligat al rossellonès de Millars, tots dos de la Catalunya del Nord. És, a més, un terme originalment de parla catalana dins d'una comuna plenament occitana, pel que fa a la resta del terme.
És la meitat oriental de l'actual comuna de Bellestar, i és al nord-oest del terme comunal al qual havia pertanyut, Millars.

## Etimologia
El topònim Caladroer procedeix de Casale Adroarii, literalment, Ca l'Adroer, segons explica Joan Coromines en el seu Onomasticon Cataloniae.

## Geografia

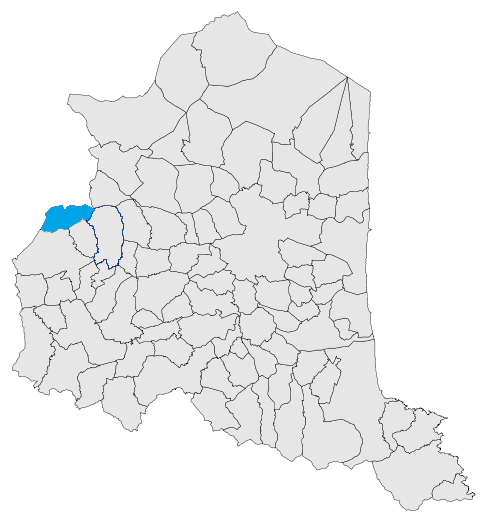
Localització de Caladroer respecte del Rosselló

L'antic terme de Caladroer és a l'extrem nord-oest de la comarca del Rosselló. Respecte de la Fenolleda, és en el seu extrem sud-est.
Els límits nord, est i sud són els del terme de Bellestar, en aquesta meitat oriental, i l'oest el marca el Còrrec de la Coma, el Serrat del Boix, un tros de la Carrerada, als Serradets, i la Creu d'en Rodrigo. Limita a migdia amb els termes comunals rossellonesos de Nefiac i de Millars, i a l'est amb el de Montner, també del Rosselló. Al nord limita amb el terme occità de Cassanyes, de la Fenolleda. En el seu extrem de llevant es troba l'històric Coll de la Batalla.
Era un terme força pla, situat a l'altiplà que s'estén a ponent del Coll de la Batalla, que separa les conques de l'Aglí al nord i de la Tet al sud.

### El poble de Caladroer

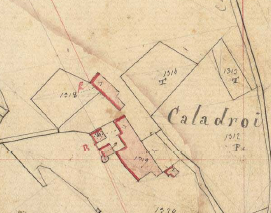
Caladroer en el Cadastre napoleònic del 1812 (Arxius Departamentals dels Pirineus Orientals)

Situat a la zona occidental del seu antic terme, Caladroer és un petit poble situat al nord de la carretera D - 38 (Bellestar - Força Real), que abans passava pel seu interior. Al bell mig del poble hi ha el Castell de Caladroer, que ocupa més de la meitat de l'antic poble. A part del castell, un sol carrer formava el poble. Avui dia totes les antigues cases d'aquest carrer són dependències de les caves vinícoles.

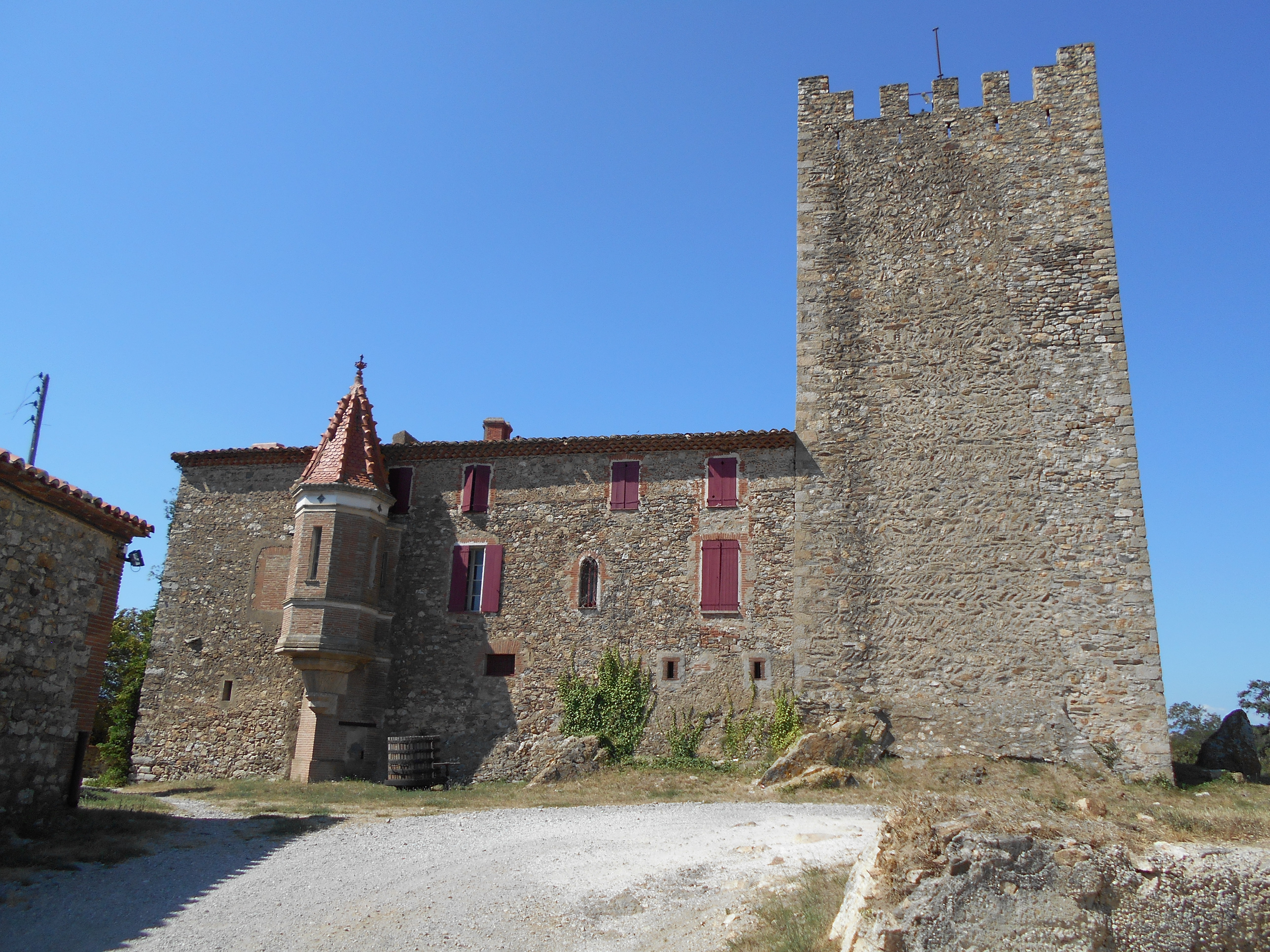
El Castell de Caladroer, principal edifici del poble

El poble va quedar deshabitat en el darrer terç del segle xx, i actualment forma part de les dependències de l'explotació vitivinícola Castell de Caladroer, una de les més importants de la zona.
Prop del poble, a llevant, a la zona del Coll de la Batalla, hi ha diversos monuments megalítics: tres menhirs i un dolmen, segons un informe de finals del segle XIX: el menhir anomenat la Pedra Dreta, un altre de destruït a prop seu, i el dolmen de l'Arca de la Ginebrosa, destruït i del tot desaparegut. També alguns autors parlen de dos dòlmens a Caladroer, denominats I i II de Caladroer.

### Llebrers

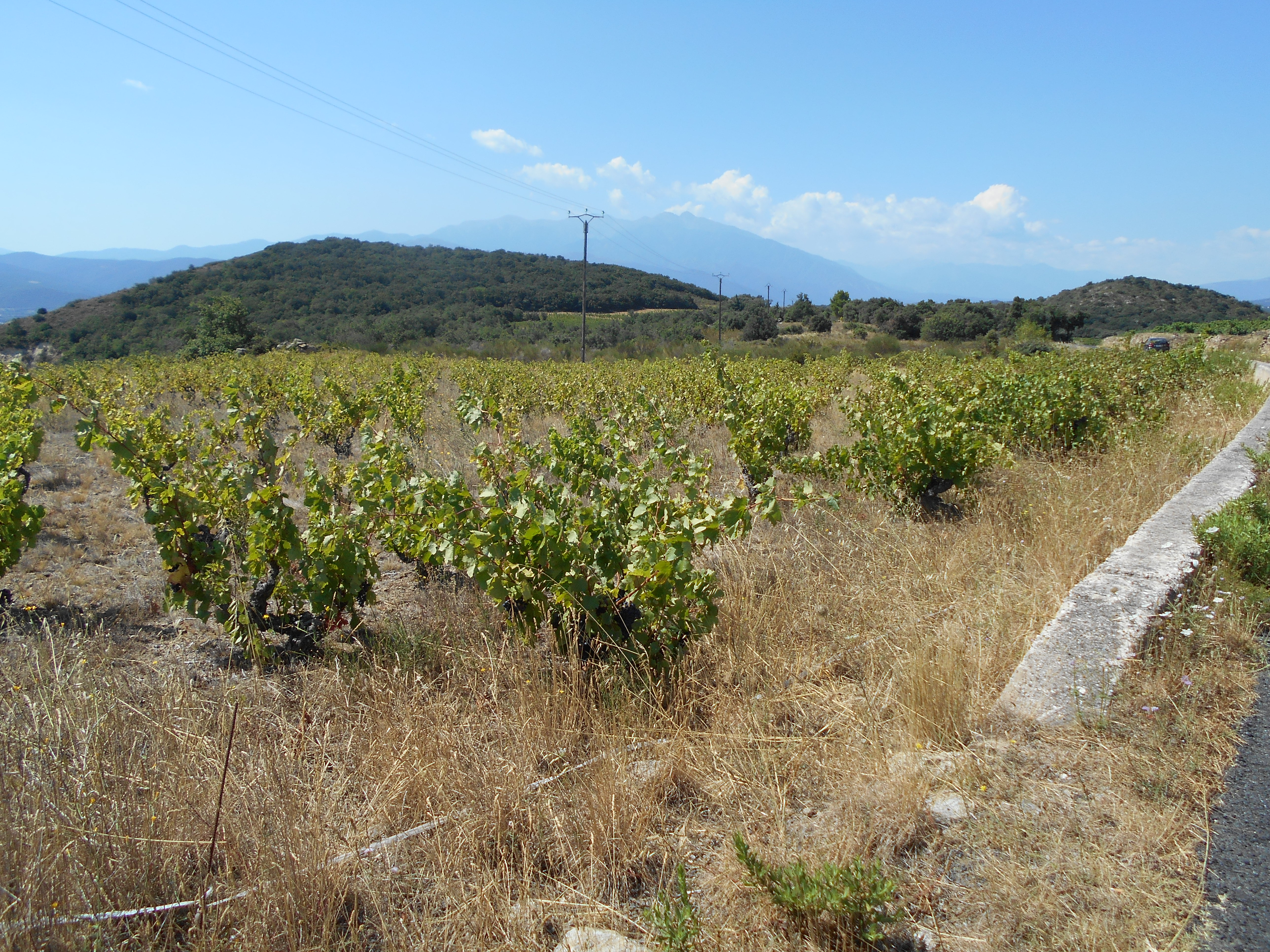
Lloc on era el poble de Llebrers

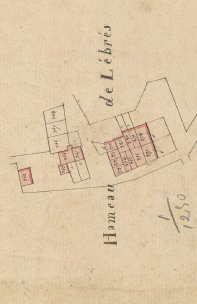
Llebrers, de Caladroer, en el Cadastre napoleònic del 1812 (ADPO)

Antic veïnat situat a prop de l'extrem occidental de l'antic terme de Caladroer, al sud-oest del Mas Berruga, que en formava part. És del tot desaparegut, i només en queden algunes restes de les cases.

### Els masos del terme
Dins del terme de Caladroer es troben les construccions aïllades del Cortal, el Cortal Trosseu, el Cortal de la Pedra Dreta, el Mas Berruga, el Mas Valleta, abans el Casot, i la Teuleria, en ruïnes. També cal esmentar el Dolmen de Caladroer, o Dolmen del Còrrec de la Pedra Dreta, actualment destruït, el menhir de la Pedra Dreta i el dolmen destruït de la la Pedra Llarga.

### Els cursos d'aigua
En tractar-se d'una zona geogràficament accidentada, el terme de Caladroer està solcat per tot de còrrecs, de diferents vessants. El sector nord-est s'articula sobre la base del Còrrec de les Colomines, que s'anomena de les Teixoneres més avall i amb el Còrrec de la Primevera formen el Còrrec de la Brossa. Aquest, just a l'extrem nord-est del terme s'ajunta amb el Còrrec del Bac de Montner, que fa de límit entre Caladroer, i Bellestar, i Montner. Aquest darrer còrrec rep per l'esquerra, en terme de Caladroer, el còrrec de la Pedra Dreta. Aquests còrrecs aflueixen en el Còrrec dels Estraders, en terme de Montner, afluent del torrent anomenat la Pesquita Petita, després Rec de la Pesquita, que és afluent de l'Aglí.
També a orient, però en el vessant de la Tet, es troba el Còrrec de Coma Fonollera, que davalla del Coll de la Batalla, i entra en terme de Millars per tal d'unir-se al Còrrec de l'Arca. Una mica a ponent seu neix en terme de Caladroer el còrrec acabat d'esmentar, el de l'Arca. Tots dos són afluents, ja dins de Millars, del Còrrec de Sant Martí. En la zona central, on es troba el poble de Caladroer, hi ha la vall del Còrrec de la Font de Caladroer, amb els còrrecs de les Forques, de la Grevollera, o Garrabollera, i del Roc Verd. Aquest còrrec se'n va del terme de Caladroer cap al sud, transformant-se en el Còrrec de la Juliana, del terme de Nefiac, afluent de la Tet. Del centre cap a ponent del terme hi ha diverses capçaleres de còrrecs de Nefiac, com el d'en Cogullada, el de l'Assalador i el de l'Home Mort, tots ells afluents de la Tet. A l'extrem occidental del terme es troba la vall del Còrrec de la Coma, que reuneix els còrrecs de l'Auzina, dels Gavatxos i dels Ametllers, el darrer dels quals ha recollit anteriorment els còrrecs del Fonollar, de Llebrers i de la Colobra. El Còrrec de la Coma entra en terme de Nefiac amb el nom de Còrrec de la Font del Ferrer.

### El relleu
Diversos topònims indiquen formes de relleu, com el Bac de Montner, el Clot de la Vinya, el del Bosc, el de l'Om, el Coll de la Batalla, Coma Fonollera, la Serra de la Borda, la Serra de Puig Naut, la Serra Llarga, els Serradets, el Serrat Blanc i el Serrat del Boix.

### El terme de Caladroer
Els paratges i indrets singulars del terme de Caladroer són l'Auzina, una altra Auzina també anomenada la Deveseta, el Camí de la Tor, el Camp dels Moners, el Camp Novell, la Colobra, les Colomines, la Creu d'en Rodrigo, la Deveseta, el Fonollar, les Forques, la Grevollera, o Garrabollera, els Gavatxos, Llebrers, la Paret Llarga, la Pedra Dreta, Puig Naut, la Primavera, la Teuleria i la Vinya Vella. Alguns corresponen a senyals termenals, com el Roc del Cim de la Serra dels Colomiers, el Roc Verd i la Vinya de Fèlix Bonafós.

#### El Cadastre napoleònic
L'antic terme de Caladroer constitueix la secció primera del Cadastre napoleònic de Bellestar. Més extensa que la secció segona, la de Bellestar, es troba a llevant seu. Conté les partides del Serrat d'en Quirbujó, les Roques Planes, Picobell, Lliçanes, los Serradets, l'Argelatera, la Guillalmeta, Llebrers, amb el petit poble d'aquest nom, la Serra de la Borda, la Creu de Rodrigo, el Serrat del Boix, lo Fonollar, l'Era de l'Ollet, el Camí de la Tor, el Vertell, la Coma, amb el Cortal Gaixet, los Gubuixós, la Bada, les Termeneres, el Roc Verd, Pixot, el Clot de l'Om, la Garrabollera, amb un cortal, Caladroer, amb el poble d'aquest nom, la Paret Llarga, la Colomina, el Camps dels Moners, la Colobra, amb el mas anomenat el Casot, la Vinya Vella, l'Auzina, la Coma Fonollera, el Camp Novell, el Clot del Bosc, la Peira Dreta, amb una granja, la Teuleria i el Serrat Blanc.

## Comunicacions

### Carreteres
Una sola carretera travessa el terme de Caladroer: la D - 38 (Bellestar - Força-real), anomenada Ruta del Coll de la Batalla.

### Els camins del terme
La resta de comunicacions de l'antic terme de Caladroer es fa a través del Camí de Cassanhas a Nefiac, anomenat Camí de Vallavelles en terme de Nefiac, del Camí de la Juliana, del de la Pedra Dreta, del de la Tor, del de la Tor a Illa, del de Millars (anomenat de Caladroer a Millars), del de Millars a Cassanhas, del de Millars a la Tor, del de Montner, del de Nefiac a la Tor (anomenat de l'Arca, a Nefiac), del Camí Vell de Millars a Montner, de la Carrerada de la Creu d'en Rodrigo, de la Ruta de Millars i de la Ruta de Millars a Montner.

## Història
Caladroer estigué lligat al terme senyorial de la senyoria de Millars fins a la Revolució Francesa. Després, en constituir-se les comunes modernes, fou ajuntat a la comuna de Bellestar, de la Fonolleda, amb la qual cosa Caladroer, de parla catalana, quedava dins d'un territori de parla occitana.